# Megaselia cordobensis
Megaselia cordobensis är en tvåvingeart som först beskrevs av Malloch 1912.  Megaselia cordobensis ingår i släktet Megaselia och familjen puckelflugor. Inga underarter finns listade i Catalogue of Life.